# منطقه لیائودونگ
شیانگ‌پینگ (چینی: 襄平) نام تاریخی لیاویانگ، استان لیاونینگ است. شیانگ‌پینگ برای نخستین بار در تاریخ با نام پایتخت فرمانداری لیائودونگ در دودمان یان و پایانه شرقی دیوار بزرگ یان که در سال ۲۸۴ قبل از میلاد بنیان شده، تفسیر گشته است. پس از اتحاد چین توسط دودمان چین، شیانگ‌پینگ به نقطه سیاسی و فرهنگی منطقه‌ای که امروزه شمال شرقی چین است تبدیل شد. از قرن چهارم به بعد، شیانگ‌پینگ به ترتیب به دست یان سابق و یان جدید اداره می‌شد. این شهر در سال ۴۰۴ میلادی به دست امپراتوری گوگوریو فتح شد و به شهر لیائودونگ / یودونگ تغییر عنوان داد. این کشور پیش از نابودی به دست دودمان تانگ، شاهد چندین نبرد بزرگ تاریخی در طول جنگ‌های گوگوریو–سویی و جنگ‌های گوگوریو–تانگ بود.

## کشورهای متخاصم
پیش از فتح یان، این منطقه بزرگ محل سکونت مردم دونگهو، شانرونگ و گیجا چوسان بود. در سده ۳ پیش از میلاد، کین کای فرمانده یان، فرمانداری لیائودونگ  را بنیان ساخت و لیائودونگ را به عنوان پایتخت آن برگزید. دودمان یان متقابلاً دیوار بزرگ خود را ساخت و لیائودونگ پایانه شرقی آن بود.
به هنگام حکومت پادشاه ژائو از دودمان یان، چین کای به عنوان گروگان به دونگ‌هو ارسال شد و عمیقاً مورد اعتماد مردم دونگ‌هو بود. هنگامی که چین کای به یان بازگشت، نیرویی گرد آورد و دونگپهو را به شدت سرکوب کرد و طبق اسناد مورخ بزرگ، «دونگ‌هو را هزار لی به شرق راند». با گسترش مرزهایشان، سلسله یان شروع به ایجاد نخستین نسخه از دیوار بزرگ یان کرد. دیوار بزرگ یان از غرب در ژائویانگ آغاز شد و در شرق در شیانگ‌پینگ به خاتمه یافت. سلسله یان در سال ۲۲۲ پیش از میلاد توسط سلسله چین فتح شد. در سال ۲۲۱ پیش از میلاد، چین شی‌هوانگ چین را به ۳۶ فرمانداری بخش‌بندی کرد و فرمانداری لیائودونگ که توسط یان بنیان شده بود را نگه داری کرد و پایتخت آن را در شیانگ‌پینگ قرار داد.

## دودمان هان و سه پادشاهی
در طول هر دو دودمان هان غربی و شرقی، فرمانداری لیائودونگ حفظ شد، اما اساسی‌ترین امور مرتبط با حکومت شمال شرقی در چهار فرمانداری هان انجام می‌شد. برای مثال، بویو دولت تابع هان، نخست تحت صلاحیت فرمانداری زوانتو قرار گرفت، اما حاکم بویو به هنگام سلطنت امپراتور شیان، درخواست کرد که صلاحیت بویو به فرماندهی لیائودونگ تغییر یابد.
در هرج و مرج اواخر سلسله هان شرقی و اوایل زمان سه پادشاهی، فرمانداری لیائودونگ به علت موقعیت منطقه‌ای دور از نبرد سالاری و نبردهای جاری در چین، رونق گرفت و بسیاری از دانشمندان و افراد با استعداد به شیانگ‌پینگ پناه بردند. در سال ۱۸۹ پس از میلاد، گونگسون دو، بومی لیائودونگ و فرماندار سابق لیائودونگ، خود را مارکی لیائودونگ و فرماندار پینگ‌ژو تازه بنیان معرفی کرد. گونگسون دو فرماندهی لیائودونگ را به سه بخش تقسیم کرد و فرماندهی‌های لیانگدونگ، ژونگ‌لیائو و لیائوژی را تأسیس کرد. فرمانداری تازه تأسیس لیائودونگ شامل ۸ ایالت از جمله ایالات شیانگ‌پینگ، جوجیو و آنشی بود. نوه گونگسون دو، گونگسون یوان، در سال ۲۳۷ میلادی خود را پادشاه یان اعلام کرد، با این حال در سال بعدی در جریان لشکرکشی شیما یی به لیائودونگ کشته شد. شیما یی دستور داد تمام مقامات گونگسون یوان کشته شوند و تمام مردان ۱۵ سال به بالا در شیانگ‌پینگ قتل‌عام شوند. بیش از ۱۰ هزار جنازه به جهت ایجاد رعب و وحشت در بین مردم محلی روی هم انباشته شده بود. با شکست پادشاهی یان، سائو وی، پینگ‌ژو را با یوژو ادغام کرد و پایتخت فرمانداری لیائودونگ را در شیانگ‌پینگ قرار داد و بر ۹ شهرستان حکمرانی می‌کرد. منصب مهم و جدید رزمی دونگ‌یی جیائووی برای حکومت بر مردمان غیر هان بنیان شد.

## دودمان جین و شانزده پادشاهی
در سال ۲۷۴ پس از میلاد، در زمان امپراتور وو جین، پینگژو دوباره تأسیس شد و فرمانداری لیائودانگ، زوانتو و چانگلی را اداره می‌کرد. مقام دونگ‌یی جیائووی به هودونگ‌یی جیائووی تغییر نام داد و به صورت همزمان به بازرس/چیشی منطقه‌ای پینگپژو واگذار شد، و اختیارات جیائووی به مدیریت ارتباط با بسیاری از مردمان متفاوت شرق، از شمال تا منطقه هیلونگ‌جیانگ و از جنوب تا کل شبه جزیره کره گسترش یافت. در سال ۲۷۷ میلادی، به شیما-رویی به عنوان پادشاه لیائودونگ داده شد و فرمانداری لیائودونگ به عنوان پادشاهی لیائودونگ مجدداً بنیان گشت. شش سال بعد، به شیما-رویی عنوان دیگری، پادشاه دونگ‌لای، داده شد و پادشاهی لیائودونگ به فرماندهی لیائودونگ بازگردانده شد.
در سال ۳۳۴ پس از میلاد، مورنگ هوانگ رهبر ژیان‌بی، لیائودونگ را فتح کرد. مدت‌ها بعد، او خود را پادشاه یان اعلام کرد. در سال ۳۸۰ میلادی، یان سابق توسط چین سابق نابود گشت و لیائودونگ تصرف گردید. در سال ۳۸۴ میلادی، مورونگ چویی پادشاهی یان جدید را بنیان گذاشت.

## امپراتوری گوگوریو
در سال ۴۰۴ میلادی، امپراتوری گوگوریو، لیائودونگ را تصرف کرد و شیانگ‌پینگ را به یودونگ تغییر نام داد. نام شیانگ‌پینگ پس از فتحش به دست امپراتوری گوگوریو دیگر هرگز مورد استفاده قرار نگرفت و همیشه همان یودونگ باقی ماند. بیشتر سرزمین‌های هویان توسط گوگوریو ضمیمه گشت و پادشاهی بعدی یان شمالی، فرمانداری یودونگ را در محدوده منطقه‌ای در غرب لیائونینگ امروزی قرار داد. این منطقه مورد بحث بین امپراتوری گوگوریو در شمال کره و سلسله‌های مختلف امپراتوری چین بود. این دو نیروی سیاسی با ساختن دژهایی در مکان‌های استراتژیک، بر سر تجارت و نفوذ در منطقه با یکدیگر رقابت می‌کردند.
دژ یودونگ قبل از سال ۶۱۲ میلادی، احتمالاً در اوایل سال ۳۹۷ میلادی، بنیان گشته بود. این دژ به علت قرار گرفتن در نزدیکی رود لیائو که از دیدگاه استراتژیک مهم بود، یک مانع دفاعی قدرتمند به‌شمار می‌آمد. این دژ از جاده‌های منتهی به کره و شهرهای امپراتوری گوگوریو در نزدیکی، یودونگ و بگام، محافظت می‌کرد. یکی از بن مایگان از این دژ با عنوان لنگرگاه دفاع مرزی امپراتوری کره یاد می‌کند. این قلعه از نظر غلات و آذوقه به خوبی تجهیز شده بود و در صورت محاصره، تعداد زیادی از سربازان را در خود جای می‌داد.
در سال ۴۹۲ میلادی، به پادشاه مونجامیونگ عنوان دوک کای‌گوئو از لیائودونگ داده شد. در سال ۵۱۹ میلادی، پادشاه آنجانگ مجدداً این لقب را دریافت کرد.
در سال ۵۷۷ میلادی، در دوران ژو شمالی، به امپراتور گوگوریو عنوان حکمران لیائودونگ داده شد. مدت کمی پس از آن، چی شمالی فرمانداری لیائودونگ را منحل کرد. دژ یودونگ در همان منطقه قرار داشت و اندازه‌ای مثل دژ شیانگ‌پینگ غربی هان داشت.
در سال ۵۹۸ میلادی، امپراتوری گوگوریو تهاجمی را از طریق رودخانه لیائو علیه سلسله تازه تأسیس سویی آغاز کرد. چینی‌ها هم از سال ۶۱۲ با انجام یک تهاجم تلافی‌جویانه گسترده به قلمرو گوگوریو و محاصره دژ یودونگ، تلافی کردند. مدافعان دژ از تسلیم کردن امتناع ورزیدند و با قاطعیت ارتش قدرتمند سویی را شکست دادند. یک سوم ارتش سویی که از عدم پیشرفت تهاجم ناامید شده بودند، خود را از محاصره رها کرده و به سمت پیونگ‌یانگ پایتخت گوگوریو، پیشروی کردند. ارتش سویی مدت‌ها بعد در نبرد محوری سالسو توسط ارتش امپراتوری گوگوریو نابود گشت؛ شد جنگ تا سال ۶۱۴ میلادی ادامه یافت، اما این نبرد عملاً جنگ‌های گوگوریو–سویی را به نفع گوگوریو پایان داد.
امپراتوری گوگوریو پس از درگیری با سویی، دفاع مرزی خود را در آماده‌سازی برای نبرد آینده علیه چینی‌ها تقویت کرد. این جنگ زمانی رخ داد که در سال ۶۴۲ میلادی، دودمان تانگ به گوگوریو حمله کرد و با موفقیت به استحکامات مرزی آن نفوذ کرد. دژ یودونگ که با ۱۰٫۰۰۰ سرباز و ۴۰٫۰۰۰ غیرنظامی اداره می‌شد، مدتی ارتش تانگ را در برابر تهاجمات دشمن مقاوم کرد، اما ارتشی که برای کمک به دژ اعزام شده بود، نابود شد. تانگ‌ توانستند با یک تهاجم سریع سواره نظام، دیوارهای دژ را بشکنند و یودونگ سرانجام فتح شد و ساکنان آن به بردگی گرفته شدند. امپراتور تایزونگ بعداً پادرمیانی کرد و به زندانیان آزادی پیشنهاد داد و این دژ به یک استان جدید امپراتوری ملحق شد. با این حال، تانگ در جریان محاصره دژ آنشی و شکست فجعیانه‌اش در برابر ژنرال یانگ مانچون مجبور به عقب‌نشینی به شمال چین شد و همان مناطق فتح شده را نیز از دست داد.

## دودمان تانگ
امپراتوری گوگوریو فرجام در نبرد نهایی و بیشتر به علت تنش‌های شدید غیرقابل کنترل داخلی در سپتامپر ۶۶۸ میلادی فروپاشید. تانگ استان لیائوچنگ را در شهر لیائودونگ تأسیس کرد. لیائودونگ در سال ۶۷۶ میلادی پایتخت حکومت تحت الحمایه آندونگ شد. با این حال، پایتخت سال بعد دوباره منتقل شد.